# Белоглав, Радек
Радек Белоглав (чеш. Radek Bělohlav, родился 11 апреля 1970 в Ческе Будеёвице) — чешский хоккеист, нападающий. Чемпион мира 1996 года. 

## Карьера

#### Игровая
Радек Белоглав начал свою хоккейную карьеру в родном городе Ческе-Будеёвице. Играл за клубы чешской Экстралиги «Ческе-Будеёвице», «Всетин», «Спарта Прага», «Кладно», также провёл часть сезона 2002/03 в России, выступая за «Ладу» из Тольятти.
В составе сборной Чехии стал чемпионом мира 1996 года, а также завоевал бронзовую медаль чемпионата мира 1998 года.

#### Тренерская
Завершил игровую карьеру после окончания сезона 2011/12. После окончания карьеры работал тренером в «Ческе-Будеёвице» на протяжении 6 лет (с 2012 по 2018 год). Перед началом сезона 2018/19 стал вместе с Мареком Жидлицки ассистентом Алоиза Гадамчика в юниорской сборной Чехии (до 18 лет). 4 июня 2019 года было объявлено о том, что Белоглав вместе с Отакаром Янецки будет ассистентом Ладислава Лубины в «Пардубице». После неудачного начала сезона руководство пардубицкой команды уволило Лубину с должности главного тренера и назначило на его место Белоглава, которому будут помогать Янецки и Петр Часлава. 9 декабря 2019 года Радек Белоглав был уволен с должности главного тренера «Пардубице». Уже спустя 2 дня Белоглав был назначен помощником Либора Забрански, главного тренера клуба «Комета».

## Достижения
Чемпион мира 1996
 Бронзовый призёр чемпионата мира 1998
 Чемпион Чехии 1998, 1999 и 2002
 Серебряный призёр чемпионата Чехии 2000
 Бронзовый призёр чемпионата Чехии 1995 и 2003

## Статистика
- Чешская экстралига — 983 игры, 524 очка (236+288)
- Российская суперлига — 10 игр, 1 очко (1+0)
- Сборная Чехии — 99 игр, 22 шайбы
- Евролига — 23 игры, 18 очков (9+9)
- Кубок Шпенглера — 4 игры, 1 очко (0+1)
- Всего за карьеру — 1119 игр, 268 шайб